# Toi8
toi8（トイハチ、1976年10月8日 - ）は、日本のイラストレーター、アニメーター、漫画家。妻はアニメーターの尾崎智美。

## 来歴
熊本県出身。代々木アニメーション学院卒業。2年ほどアニメの仕事をしていたが、原画を任されるようになって1年ほどで会社を辞め、以後、フリーで活動している。
2002年、『カラフルピュアガール』連載の『空想東京百景』でイラストレーターデビュー。ペンネームの由来は誕生日の10月8日だが、以前は「問8」というペンネームも使用していた。

## 作品

### 画集
- 幻想少女 toi8 ART WORKS（2009年3月17日発売、メディアファクトリー、ISBN 978-4-8401-2735-6）
- 追憶都市 toi8 ArtWorks（2015年6月5日発売、一迅社、ISBN 978-4-7580-6511-5）
- 追憶都市〈異聞〉 toi8 ArtWorks（2015年7月6日発売、一迅社、ISBN 978-4-7580-6517-7）

### 小説の表紙・挿絵
- 「嘘」シリーズ（MF文庫J / 清水マリコ）
  - 嘘つきは妹にしておく
  - 君の嘘、伝説の君
  - 侵略する少女と嘘の庭
- Avalon 灰色の貴婦人（MF文庫J / 押井守）
- ゼロヨン（MF文庫J / 清水マリコ）
  - ゼロヨンイチロク
  - ゼロヨンイチナナ
- ネペンテス（MF文庫J / 清水マリコ）
- 人工憑霊蠱猫（講談社ノベルス / 化野燐）[4]
  - 蠱猫
  - 白澤
  - 渾沌王
  - 件獣
  - 呪物館
  - 妄邪船
  - 人外鏡
  - 迷異家
- スラムオンライン（ハヤカワ文庫 / 桜坂洋）
- 酸素は鏡に映らない（ミステリーランド、講談社ノベルス / 上遠野浩平）
- 迷宮キングダム・リプレイ（富士見ドラゴンブック）
- コードギアス小説版 口絵イラスト（角川スニーカー文庫 / 岩佐まもる）
- にわか高校生探偵団の事件簿（創元推理文庫 / 似鳥鶏）[5]
  - 理由（わけ）あって冬に出る
  - さよならの次にくる〈卒業式編〉
  - さよならの次にくる〈新学期編〉
  - まもなく電車が出現します
  - いわゆる天使の文化祭
  - 昨日まで不思議の校舎
- 空想東京百景（講談社BOX、LINE文庫 / ゆずはらとしゆき）
  - 空想東京百景（講談社BOX）
  - 空想東京百景〈V2〉殺し屋たちの休暇（講談社BOX）
  - 空想東京百景〈V3〉殺し屋たちの墓標（講談社BOX）
  - メトロポリス探偵社 空想東京百景〈令〉（LINE文庫）
- ファイアスターター 暮寧島の火事（トクマ・ノベルズEdge / 大楠太郎）
- 超人間・岩村（スーパーダッシュ文庫 / 滝川廉治）
- はかなき世界に、最期の歌を　宵月閑話（トクマ・ノベルズEdge / 佐々原史緒）
- ビスケット・フランケンシュタイン（メガミ文庫、講談社BOX / 日日日）
  - ビスケット・フランケンシュタイン（メガミ文庫）
  - ビスケット・フランケンシュタイン〈完全版〉（講談社BOX）
- 地球のまん中 わたしの島（ポプラ社 / 杉本りえ）
- 妖精島の殺人（講談社ノベルス / 山口芳宏）
  - 妖精島の殺人 上
  - 妖精島の殺人 下
  - 学園島の殺人
- 世界時計と針の夢（C★NOVELSファンタジア / 諸口正巳）
  - 世界時計と針の夢 上
  - 世界時計と針の夢 下
- レンテンローズ（幻狼ファンタジアノベルス / 太田忠司）
- まおゆう魔王勇者（エンターブレイン / 橙乃ままれ）
  - まおゆう魔王勇者 「この我のものとなれ、勇者よ」「断る!」
  - まおゆう魔王勇者 忽鄰塔（クリルタイ）の陰謀
  - まおゆう魔王勇者 聖鍵（せいけん）遠征軍
  - まおゆう魔王勇者 この手でできること
  - まおゆう魔王勇者 あの丘の向こうに
- まおゆう魔王勇者 外伝（エンターブレイン / 橙乃ままれ）
  - まおゆう魔王勇者 エピソード1 楡の国の女魔法使い
  - まおゆう魔王勇者 エピソード0 砂丘の国の弓使い
  - まおゆう魔王勇者 エピソード2 花の国の女騎士
- よろず占い処 陰陽屋（ポプラ文庫ピュアフル / 天野頌子）
  - よろず占い処 陰陽屋へようこそ
  - よろず占い処 陰陽屋あやうし
  - よろず占い処 陰陽屋の恋のろい
  - よろず占い処 陰陽屋アルバイト募集（
  - よろず占い処 陰陽屋あらしの予感
  - よろず占い処 陰陽屋は混線中
  - よろず占い処 陰陽屋猫たたり
  - よろず占い処 陰陽屋恋のサンセットビーチ
  - よろず占い処 陰陽屋狐の子守歌
  - よろず占い処 陰陽屋開店休業
  - よろず占い処 陰陽屋秋の狐まつり
  - よろず占い処 陰陽屋百ものがたり
  - よろず占い処 陰陽屋と琥珀の瞳
  - よろず占い処 陰陽屋桜舞う
- 心臓狩り（角川ホラー文庫 / 梅原克文）
  - 心臓狩り1 移植された悪夢
  - 心臓狩り2 シャーマンの一族
  - 心臓狩り3 異形の領
- air ―だれも知らない5日間―（講談社青い鳥文庫 / 名木田恵子）
- 古い腕時計 きのう逢えたら…（徳間書店、徳間文庫 / 蘇部健一）
- 警視庁幽霊係（祥伝社文庫 / 天野頌子）[6]
  - 少女漫画家が猫を飼う理由 - 警視庁幽霊係 -
  - 紳士のためのエステ入門 - 警視庁幽霊係 -
  - 警視庁幽霊係と人形の呪い
  - 警視庁幽霊係の災難
- ビューリフォー!准教授久藤凪の芸術と事件（メディアワークス文庫 / 波乃歌）
- まだ恋ははじまらない…（徳間書店 / 蘇部健一）
- 〈迷探偵黒彦〉シリーズ（角川文庫 / 椙本孝思）
  - 魔神館事件 夏と少女とサツリク風景
  - 天空高事件 放課後探偵とサツジン連鎖
  - 露壜村事件 生き神少女とザンサツの夜
  - 幻双城事件 仮面の王子と移動密室
- ヴィヴァーチェ（角川文庫 / あさのあつこ）
  - ヴィヴァーチェ 紅色のエイ
  - ヴィヴァーチェ 宇宙へ地球へ
- 私立時計ヶ丘高校タイムトラベル部（中経出版 / 小谷太郎）
- 赤い糸（徳間文庫 / 蘇部健一）
- 香彩七色 〜香りの秘密に耳を澄まして〜（メディアワークス文庫 / 浅葉なつ）
- 暗闇に咲く（幻冬舎 / 高橋慶）
- Arknoah（JUMP j BOOKS、集英社文庫 / 乙一）
  - Arknoah 1 僕のつくった怪物
  - Arknoah 2 ドラゴンファイア
- 晴れた日は図書館へいこう（ポプラ文庫ピュアフル / 緑川聖司）
- ロードムービー（講談社青い鳥文庫 / 辻村深月）
- 帝都探偵 謎解け乙女（宝島社文庫 / 伽古屋圭市）
- スチームパンク・クロニクル（竹書房文庫 / ケイディ・クロス）
  - 少女は鋼のコルセットを身に纏う 〜スチームパンク・クロニクル〜
  - 少女は時計仕掛けの首輪を填める 〜スチームパンク・クロニクル〜
- 運命しか信じない!（小学館文庫 / 蘇部健一）
- ルガルギガム（ファミ通文庫 / 稲葉義明）
  - ルガルギガム 上 黄昏の女神と廃墟の都
  - ルガルギガム 下 運命の<王>と帰還の門
- ゲームウォーズ（SB文庫 / アーネスト・クライン）
- ふたり（新潮文庫 / 赤川次郎）
- ディンの紋章〜魔法師レジスの転生譚〜（MFブックス / 赤巻たると）
- うしろ（角川ホラー文庫 /後藤リウ）
- 筺底のエルピス（ガガガ文庫 / オキシタケヒコ）
  - 筺底のエルピス－絶滅前線－　
  - 筺底のエルピス2－夏の終わり－
  - 筺底のエルピス3－狩人のサーカス－
  - 筺底のエルピス4－廃棄未来－
  - 筺底のエルピス5－迷い子たちの一歩－
  - 筺底のエルピス6－四百億の昼と夜－
  - 筺底のエルピス7－継続の繋ぎ手－
- 名探偵 御手洗潔（新潮文庫nex / 島田荘司）
  - ロシア幽霊軍艦事件 名探偵 御手洗潔
  - 御手洗潔と進々堂珈琲
  - セント・ニコラスの、ダイヤモンドの靴 名探偵 御手洗潔
  - 御手洗潔の追憶
- 消滅都市（PHP研究所 / 高橋慶）
- 出雲新聞編集局日報（富士見L文庫 / 霧友正規）
  - 出雲新聞編集局日報 かみさま新聞、増刷中。
  - 出雲新聞編集局日報 かみさま新聞、恋結び?
- 怨讐星域（ハヤカワ文庫 / 梶尾真治）
- オークブリッジ邸の笑わない貴婦人（新潮文庫nex / 太田紫織）[7]
  - オークブリッジ邸の笑わない貴婦人 新人メイドと秘密の写真
  - オークブリッジ邸の笑わない貴婦人2 後輩メイドと窓下のお嬢様
  - オークブリッジ邸の笑わない貴婦人3 奥様と最後のダンス
- セルフ・クラフト・ワールド（ハヤカワ文庫JA / 芝村裕吏）
- 無法の弁護人（ノベルゼロ / 師走トオル）
  - 無法の弁護人　法廷のペテン師
  - 無法の弁護人2　正しい警察との最低な戦い方
  - 無法の弁護人3　もう一人の悪魔
- チェインクロニクル・カラーレス（星海社FICTIONS / 重信康）
- ロータス戦記（KADOKAWA / ジェイ・クリストフ）
  - ロータス戦記1 ストームダンサー 上
  - ロータス戦記1 ストームダンサー 下
  - ロータス戦記2 キンスレイヤー 上
  - ロータス戦記2 キンスレイヤー 下
- 日本国召喚（ぽにきゃんBOOKS / みのろう）
- 薔薇十字叢書 蜃の楼（富士見L文庫 / 和智正喜）
- 梔子のなみだ（PASH!ブックス / 水無月）
- ローダンNEO（ハヤカワ文庫）[8]
- 冒険者になりたいと都に出て行った娘がSランクになってた（アース・スターノベル / 門司柿家）
- 再現使いは帰りたい（ヒーロー文庫 / 赤雪トナ）
- 大洗おもてなし会議(ミーティング) 四十七位の港町にて（マイナビ出版ファン文庫 / 矢御あやせ）
- 9柳屋怪事帖 迷える魂、成仏させます（SKYHIGH文庫 / 光村佳宵）
- 白黒パレード〜ようこそ、テーマパークの裏側へ!〜（マイナビ出版ファン文庫 / 迎 ラミン）
- リオンクール戦記（ツギクルブックス / 小倉ひろあき）
- あなたのドラゴン、差押えます 〜アラサー公務員の異世界徴税〜（KADOKAWA / 飛野猶）
- 銀行ガール　人口六千人の田舎町で、毎日営業やってます（メゾン文庫 / 須崎正太郎）
- 竜鏡の占人 リオランの鏡（角川文庫 / 乾石智子）
- 化学で捗る魔術開発（Mノベルス / 瓜生久一）
  - 化学で捗る魔術開発 1
  - 化学で捗る魔術開発 2
- ゴブリンの勇者（ドラゴンノベルス  / 神虎斉）
- ノームの終わりなき洞穴（ファミ通文庫 / 山鳥はむ）
- 千年探偵ロマネスク 大正怪奇事件帖（宝島社文庫 / 囲恭之介）
- エンドレス・リセット 最果ての世界で、何度でも君を救う（電撃文庫 / 紺野天龍）
- うちの弟子がいつのまにか人類最強になっていて、なんの才能もない師匠の俺が、それを超える宇宙最強に誤認定されている件について（サーガフォレスト / アキライズン）
  - うちの弟子がいつのまにか人類最強になっていて、なんの才能もない師匠の俺が、それを超える宇宙最強に誤認定されている件について 1
  - うちの弟子がいつのまにか人類最強になっていて、なんの才能もない師匠の俺が、それを超える宇宙最強に誤認定されている件について 2
- そして、遺骸が嘶く ―死者たちの手紙―（メディアワークス文庫 / 酒場御行）
- 亡びの国の征服者〜魔王は世界を征服するようです〜（オーバーラップノベルス / 不手折家）
- 寝屋川アビゲイル（講談社タイガ / 最東対地）
- 小早志少年と売れない名探偵（ポプラ文庫ピュアフル / 愁堂れな）
- 香菜里屋〈新装版〉（講談社文庫 / 北森鴻）
  - 花の下にて春死なむ
  - 桜宵
  - 螢坂
  - 香菜里屋を知っていますか
- 最高難度迷宮でパーティに置き去りにされたSランク剣士、本当に迷いまくって誰も知らない最深部へ 〜俺の勘だとたぶんこっちが出口だと思う〜（SQEXノベル / quiet）
  - 最高難度迷宮でパーティに置き去りにされたＳランク剣士、本当に迷いまくって誰も知らない最深部へ　〜俺の勘だとたぶんこっちが出口だと思う〜 1
  - 最高難度迷宮でパーティに置き去りにされたＳランク剣士、本当に迷いまくって誰も知らない最深部へ　〜俺の勘だとたぶんこっちが出口だと思う〜 2
- 現代でモンスター駆除業者をやってたら社長が赤字をなんとかするために無理をしたせいで社員のほとんどが死んだからずっと一人で仕事をしてたら凄いことになりました（KADOKAWA / gulu）
- サマナーズウォー／召喚士大戦（電撃文庫 / 榊一郎）
- 璃寛皇国ひきこもり瑞兆妃伝 日々後宮を抜け出し、有能官吏やってます。（カドカワBOOKS / しののめすぴこ）
  - 璃寛皇国ひきこもり瑞兆妃伝 日々後宮を抜け出し、有能官吏やってます。
  - 璃寛皇国ひきこもり瑞兆妃伝 二 日々後宮を抜け出し、有能官吏やってます。
- 「君を愛することはない」と言った氷の魔術師様の片思い相手が、変装した私だった（SQEXノベル / 葉月秋水）
  - 「君を愛することはない」と言った氷の魔術師様の片思い相手が、変装した私だった
  - 「君を愛することはない」と言った氷の魔術師様の片思い相手が、変装した私だった 2
- 誰が勇者を殺したか（角川スニーカー文庫 / 駄犬）
  - 誰が勇者を殺したか
  - 誰が勇者を殺したか 預言の章
- 拾った奴隷たちが旅立って早十年、なぜか俺が伝説になっていた（TOブックス / AteRa）
- 魔王討伐から半世紀、今度は名もなき旅をします。（富士見ファンタジア文庫 / じゃがバター）
- この度、神獣つき山暮らしはじめました。〜脱サラして移住した山は、神獣たちの住まう神域でした!?〜（グラストNOVELS / 邑上主水）

### その他イラスト
- 季刊GELATIN
- 少女世界
- GUNSLINGER GIRL DVD・CDイラスト
- アルテイル・アルテイルII
- 天元突破グレンラガン ドリル銀河大戦カードゲーム
- 八尾まちなみイラストカレンダー2011
- ファイアーエムブレム0（インテリジェントシステムズ / 任天堂[9]）
- キャラクターデザインの教科書 メイキングで学ぶ魅力的な人物イラストの描き方

### 漫画
- 空想東京百景（2008年5月8日発売、講談社BOX）[10]
  - 都市生活者の心得（初出：『カラフルピュアガール』）
  - Beltway～環状線は緑に葬られ（初出：『ファウスト』）
  - Beltway～環状線は雪に微睡み（初出：『ファウスト』）
  - 悪魔と天使の季節（初出：『ファウスト』）
  - 黒い猫（初出：『コミックファウスト』）
- 惑星さんぽ（2011年2月11日発売、ワニマガジン社、ISBN 978-4-86269-155-2）
  - やさしい塔（初出：『季刊GELATIN』）
  - おてつだい（初出：『季刊GELATIN』）
  - 巨人の塔（初出：『季刊GELATIN』）
  - マジョ（初出：『季刊GELATIN』）
  - げいのかみさま（初出：『季刊GELATIN』）
  - マボロシの中野区（初出：『季刊GELATIN』）
  - 鬼ごっこ（初出：『季刊GELATIN』）
  - おとしもの（初出：『季刊エス』）
  - たからもの（初出：『季刊エス』増刊『少女世界』）
- サカサマのパテマ another side（2013年10月25日発売、スクウェア・エニックス、ISBN 978-4-7575-4106-1）
  - （初出：『月刊ビッグガンガン』2012年Vol.04 - 2013年Vol.09）
- 空想東京百景〈異聞〉Strange report（2015年4月27日発売、一迅社、ISBN 978-4-7580-6500-9）
  - （初出：『月刊ComicREX』2014年3月号 - 2015年1月号）

### ゲーム
- ファントム・キングダム（2005年） - ゲストイラストレーター
- アルトネリコ 世界の終わりで詩い続ける少女（2006年） - ワールドデザイン
- 魔界戦記ディスガイア2（2006年） - ゲストイラストレーター
- ソウルクレイドル 世界を喰らう者（2007年） - キャラクターデザイン
- チェインクロニクル（2013年） - メインキャラクターデザイン
- 幻影異聞録♯FE（2015年） - メインキャラクターデザイン
- いけにえと雪のセツナ (2016年) - キャラクターデザイン[11]
- スターオーシャン:アナムネシス（2017年） - ゲストイラストレーター
- Fate/Grand Order（2018年 - 2023年） - 一部キャラクターデザイン（芥ヒナコ / 虞美人、卑弥呼、壱与、武田信玄）
- イースX -NORDICS-（2023年） - キャラクターイラスト[12]

### テレビアニメ
- シュヴァリエ 〜Le Chevalier D'Eon〜（2006年） - プロップデザイン
- 鋼の錬金術師 FULLMETAL ALCHEMIST（2009年） - 路地デザイン
- NO.6（2011年） - キャラクター原案
- STAR DRIVER 輝きのタクト（2012年） - TOKYO MX放送版第5話エンドカード
- まおゆう魔王勇者（2013年） - 原案イラスト
- 進撃の巨人（2013年） - 第23話エンドカード
- ニセコイ（2014年） - 第17話提供バックイラスト

### 劇場アニメ
- ドットハック セカイの向こうに（2012年） - キャラクターデザイン